# بورنيت

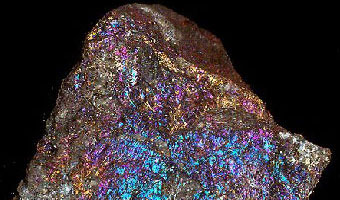
البورنيت

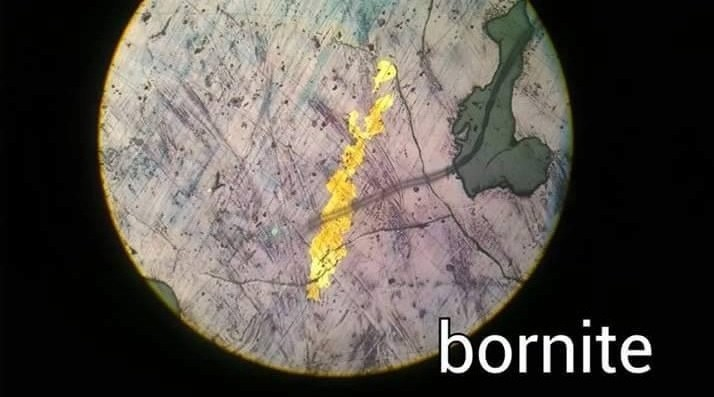
البورنيت تحت المجهر

البورنيت معدن قَصِفٌ يُعتبر أحد خامات النّحاس الهامة. قوامه النُّحاس وكبريتيد الحديد.
وهو منسوب إلى عالم المعادن النمساوي أغناطيوس فون بورن.